# Musée Baron Gérard
Das Musée d’Art et d’Histoire Baron Gérard ist ein Museum in Bayeux im französischen Département Calvados. Es befindet sich im Palais épiscopal de Bayeux, dem ehemaligen Palast der Bischöfe von Bayeux. Die Sammlungen des Museums reichen von archäologischen Funden der Jungsteinzeit, über einen umfangreichen Bestand an Kunsthandwerk, bis zu Gemälden meist französischer Künstler.

## Geschichte
Das Museum wurde im Zuge der Französischen Revolution 1793 gegründet und trug zunächst den Namen Musée de Bayeux. Seit 1901 befindet es sich im ältesten Teil des zwischen dem 12. und 18. Jahrhundert erbauten Palais épiscopal de Bayeux in unmittelbarer Nachbarschaft zur Kathedrale von Bayeux. Den heutigen Namen erhielt das Museum 1957 zur Erinnerung an Henri-Alexandre Gérard (1817–1903). Er war Abgeordneter für das Département Calvados in der Nationalversammlung und ein Neffe des Malers François Gérard. 1899 stiftete er dem Museum eine bedeutende Sammlung mit französischer Malerei des 19. Jahrhunderts. Von 2001 bis 2012 fanden umfangreiche Renovierungs- und Umbauten im Museum statt und es musste mehrere Jahre geschlossen bleiben. In dieser Zeit waren Teile der Sammlung im Hôtel du Doyen, dem ehemaligen Palais des Dekans des Domkapitels, zu sehen. Die Wiedereröffnung des Museums im Palais épiscopal de Bayeux ist für Ende März 2013 vorgesehen.

## Sammlungen

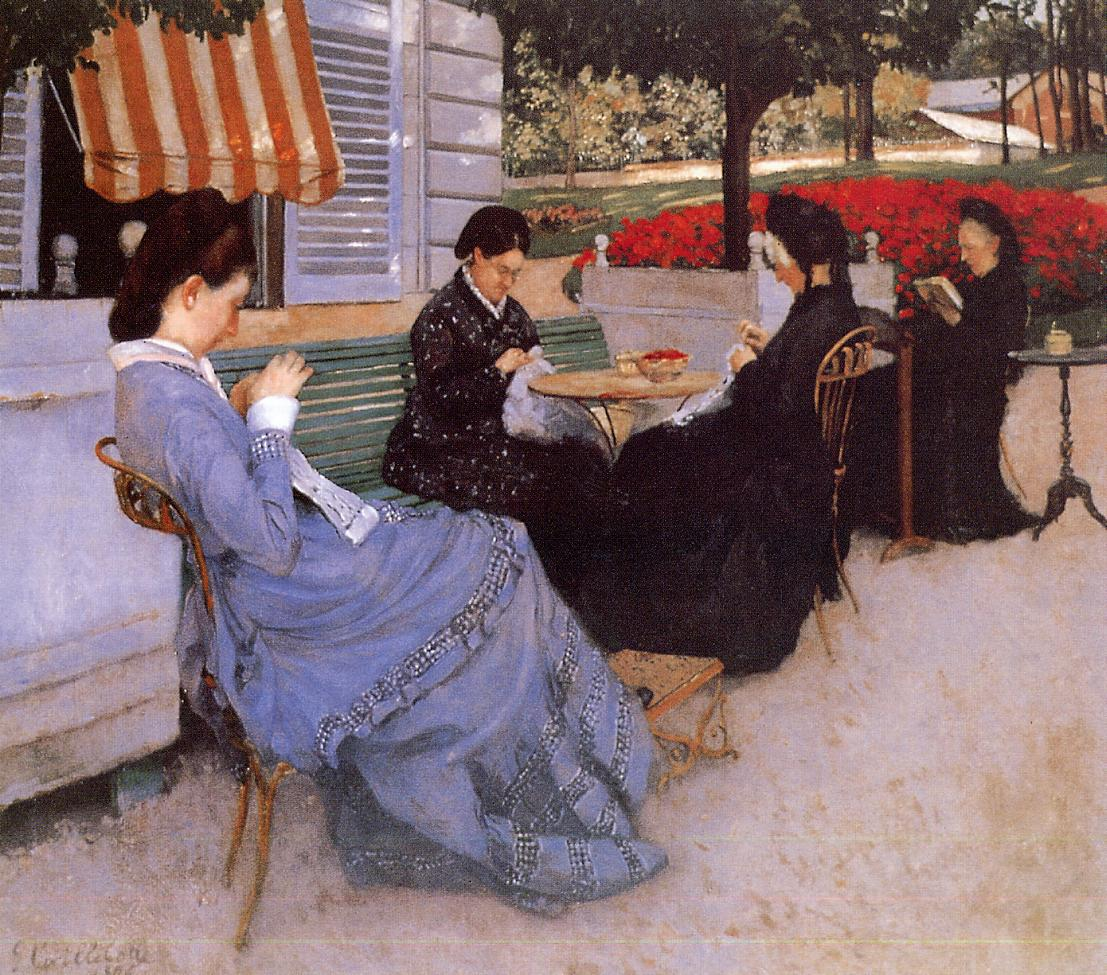
Gustave Caillebotte: Portraits à la campagne, 1876

Die archäologischen Sammlungen des Museums zeigen Objekte aus der Region Bayeux von der Jungsteinzeit bis in die Bronzezeit. Zu den Exponaten gehören Werkzeuge, Waffen und Schmuck. Hinzu kommen Objekte aus dem 1. Jahrhundert n. Chr., als sich auf dem Gebiet der heutigen Stadt die römische Siedlung Augustodurum befand. In der Abteilung für Kunst des Mittelalters finden sich Grabbeigaben und Skulpturen.
Im Musée Baron Gérard befinden sich Gemälde von der Renaissance bis zum 20. Jahrhundert. Hierunter befinden sich Werke altflämischer Meister wie Gillis Coignet (Vanitas) und Philippe de Champaigne, Bilder aus dem Barock von 
Sébastien Bourdon und des Rokoko von François Boucher. Besonders umfangreich ist der Bestand an Arbeiten französischer Künstler des 19. Jahrhunderts. Diese reichen vom Klassizismus eines Jacques-Louis David oder François Gérard bis zu den Impressionisten wie Gustave Caillebotte (Portraits à la campagne) oder Symbolisten wie Antoine-Jean Gros (Sapho à Leucate). Hinzu kommen Bilder von Camille Corot, Eugène Boudin, Octave Tassaert (Nativité), Albert de Balleroy (Combat de chevaux) und Künstlern aus der Region Bayeux wie Alfred Guillard (La Reine Mathilde travaillant à la Telle du Conquest) und Constant Le Nourichel (Vue de Port-en-Bessin). 
Die Abteilung für Kunsthandwerk widmet sich besonders zwei in Bayeux gefertigten Produkten. Zum einen sind im Bereich Porcelaine de Bayeux Dekorationsgegenstände und Geschirr der von 1812 bis 1951 in der Stadt ansässigen Porzellanmanufaktur zu sehen, zum anderen war der Ort über mehrere Jahrhunderte für die Herstellung von Spitzenstoffen, Dentelle de Bayeux, bekannt, von denen das Museum einen reichhalten Bestand hat. Darüber hinaus zeigt das Museum kostbare Möbel vom 16. bis 18. Jahrhundert und historische Apothekengefäße aus dem Hôtel-Dieu.